# Hiv och aids i Afrika
Hiv och aids är sedan 1980-talet ett stort problem i Afrika, framför allt i det Subsahariska Afrika. 67 procent av världens hiv-smittade bor i området, vilket motsvarar ungefär 25,5 miljoner människor.

## Historia

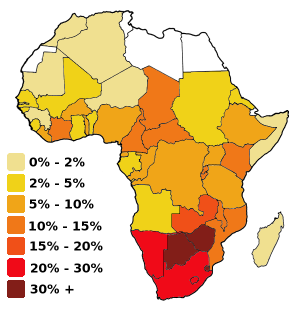
Hiv- och aids-spridningen i Afrika kring år 2000.

En dominerande teori bygger på att hiv från början kommer från Västafrika, där virusöverföringen skett från apa till människa någon gång i början av 1900-talet. Afrika har därför en lång historia med viruset och den påföljande sjukdomen aids. Hiv har påvisats i gamla, sparade blodprover från 1959. I början av 1970-talet kom den omfattande smittspridningen av hiv igång och då ungefär samtidigt i USA och Afrika.
Aids blev erkänt som sjukdom så sent som  1981, och då i USA. Det dröjde dock två år innan det framkom att aids orsakades av hiv. Ytterligare två år senare, år 1985, tillgängliggjordes hiv-testen. Det var samma år som första personen diagnostiserades i Botswana, vilket blev början på en omfattande epidemi i landet, som skulle komma att bli en av världens värsta hiv-epidemier. Året därpå,  1986, bekräftades den första hiv-diagnosen i Lesotho. Även Lesotho kom att bli ett av de värst drabbade länderna av hiv-epidemin.
År 1987 kom de första bromsmedicinerna. I början på 1990-talet hade totalt 283 000 personer bekräftats ha aids och av de var en fjärdedel afrikaner. De verkliga siffrorna uppskattades dock till 800 000 smittade, varav 64 procent uppskattningsvis fanns i Afrika. Beräknat på antalet personer fanns dock flest smittade i världen i USA. I Afrika var det Central- och Östafrika som var värst drabbade, de områden där aidsviruset hade funnits längst. Som exempel kan nämnas att i början av 1990-talet hade Uganda 22 000 bekräftade smittade, Tanzania 21 000 och dåvarande Zaire 14 000.
År 1993 var det dock fortfarande svårt att sprida information till den afrikanska befolkningen och att påbörja masstestning av invånarna var dyrt och svårt att administrera. Därför valde inte Världshälsoorganisationen (WHO) att bekosta masstestning av invånarna i de afrikanska utvecklingsländerna. I stället blev det frivilligorganisationer som tog ansvar för frivillig testning. Ett annat problem med att sprida information var att befolkningen inte kände igen sig i den bild som speglades av västvärlden. De som i huvudsak smittades i andra delar världen var homosexuella män och sprutnarkomaner, företeelser som knappt förekom i Afrika, men också västvärldens  påstående att aids härstammar från Afrika. Många afrikaner ansåg att påståendet byggde på rasism och att vita återigen försökte skylla  ifrån sig problem på Afrika.
Först 1994 kunde forskning visa att behandling med bromsmediciner kunde hindra att smitta överfördes från mamma till spädbarn. År 1996 kom det stora genombrottet för behandling av hiv när man kunde anpassa läkemedel efter virusnivån i kroppen. År 2002 var Botswana ett av de första afrikanska länderna att införa ett nationellt behandlingsprogram med läkemedel för hiv-smittade. Samma år påbörjade även Lesotho ett nationellt behandlingsprogram, men då endast för gravida.
Läkemedelsdistributionen var dock inte tillgänglig för alla smittade vilket ledde till att många avled. Som exempel kan nämnas Sydafrika där upp emot 900 personer avled i aids varje dag 2005. Samtidigt rasade vilseledande information om hur aids smittade och hur det botades.
Forskning visar att det finns ett samband mellan våldsutsatta kvinnor och hiv, där kvinnor som utsätts för våld löper större risk att drabbas av hiv. I Subsaharaiska Afrika utgjorde kvinnor och flickor 63 procent av alla nya hiv-smittade år 2020.
UNAIDS har definierat ett antal riskgrupper som generellt har ökad risk att drabbas av hiv. Dessa är: sexarbetare och deras kunder, män som har sex med män, injektionsmissbrukare samt transpersoner. Där tillkommer även personer som har oskyddat sex med någon ur de grupperna. I Subsaharaiska Afrika tillhörde, år 2020, 39 procent av alla nysmittade någon av dessa grupper i Subsaharaiska Afrika, en låg siffra jämfört med resten av världen där siffran var 93 procent.

## Situationen idag

Hiv och aids i Afrika år 2021

I Subsahariska Afrika varierar förekomsten av hiv med mellan 10 och 30 procent, beroende på land och område. I vissa subgrupper, som till exempel unga kvinnor mellan 19 och 24 år bosatta i kåkstäder i olika provinser i Sydafrika, når smittotalen ända upp till 40 procent.
Covid-19-pandemin i början på 2020-talet kom att påverka hiv-smittade på flera sätt. Hiv-smittade drabbades av fler komplikationer när de samtidigt smittades av Covid-19, och detta samtidigt som vaccin för Covid-19 inte alls  fördelades till de områden som hade flest drabbade av hiv. Dessutom blev hiv-testningen lidande – dels på grund av restriktioner, dels på grund av rädsla för att bli smittad av Covid-19. Även hiv-behandlingen blev lidande på grund av pandemin. 
De länder som var hårdast drabbade 2022 var Sydafrika, Swaziland, Lesotho och Botswana.

## Internationella strategier
UNAIDS arbetar med att stärka och samordna arbetet för hiv och aids.
År 1996 startade Förenta Nationerna (FN) UNAIDS för att stärka och samordna arbetet för hiv och aids. FN:s generalförsamling har sedan dess antagit tre deklarationer som stöd för arbetet. Ett par år senare, 2001, hölls en särskild session om hiv och aids i FN:s generalförsamling, som medlemsstaterna ställde sig bakom. Deklarationen om omedelbara åtgärder för att bekämpa den globala spridningen av hiv och aids kallas UNGASS-deklarationen. 
År 2017 kom den nationella strategin mot hiv och aids och vissa andra smittsamma sjukdomar. UNAIDS strävar även efter att uppnå det så kallade 95-95-95-målet om resultat som ska uppnås till 2030 vilket innebär att:
- 95 procent av alla som lever med hiv ska känna till att de har hiv.
- 95 procent av alla som har hiv ska ha tillgång till behandling mot hiv.
- 95 procent av dessa ska ha välinställd behandling med omätbara virusnivåer.

FN:s medlemsländer antog 2016 en uppdaterad politisk deklaration om att påskynda och öka tillgången till behandling av hiv, med målet att utrota aids senast 2030. Deklarationen är kopplad till de globala hållbarhetsmålen Agenda 2030.
UNAIDS lanserade 2021 the new global AIDS strategy, 2021-2026, vilken syftar till att  reducera ojämlikheterna som ligger till grund för aidsepidemin. Strategin sätter individen i fokus för att få det globala arbetet i fas. Detta genom att identifiera, reducera och eliminera ojämställdhet vilka skapar barriärer för personer som lever med, och påverkas av hiv. Vilket på så sätt hindrar länder och samhällen från att eliminera aids. Målet med strategin är att eliminera aids som folkhälsohot till år 2030. Internationellt fastställda mål och indikatorer om hiv kan variera något mellan olika år men rör i huvudsak:
- kunskap, attityd och beteende i olika grupper
- tillgången till sexualundervisning
- kondomanvändning
- tillgång till testning och behandling för hiv
- testfrekvensen för hivinfektion i olika riskutsatta grupper
- tillgång till rena sprutor för personer som injicerar droger
- samhällsförändringar som påverkar hälsan för viktiga grupper
- arbetets organisering nationellt.

## Hiv i Nordafrika
Det är stor skillnad i smittspridning mellan olika delar av Afrika. I Nordafrika var smittspridningen under en procent, enligt uppgifter från år 2022. Att Nordafrika inte drabbats lika hårt av hiv-epidemin som Södra Afrika har dock inte bara varit positivt, det har exempelvis inneburit att det inte satsats lika mycket på testning, förebyggande åtgärder och medicinsk kompetens som man gjort i Södra Afrika. Läkare utan gränser talar om att vissa länder glömts bort i de globala hiv-satsningarna.
Orsaken till att Nordafrika inte har drabbats lika hårt av hiv-epidemin som Södra Afrika har tillskrivits den kultur och religion som finns i området. Majoriteten är muslimer. Islam tillåter inte sex före äktenskapet, utomäktenskapliga förbindelser, samkönat sex och injicerade droger. Islam förespråkar även manlig omskärelse. Forskning har visat att manlig omskärelse kan minska risken för män att bli smittade av hiv från kvinnor vid vaginala samlag med upp till 50 procent. I början av 1990-talet ansågs kulturen, där kvinnor kontrollerades av männen, vara en orsak till att hiv-spridningen inte blev lika omfattande som i andra delar av kontinenten. Detta då det innebar att kvinnors rörelsemönster kontrollerades liksom kvinnors sexualitet. I kombination med islams inverkan ansågs det vara de grundläggande förklaringarna till att Nordafrika inte fick en lika omfattande spridning av hiv i början av hiv/aids epidemin.

## Hiv i Södra Afrika

Förväntad livslängd i några aids-drabbade länder i Södra Afrika under åren från 1960 till 2012. Baserat på data från Världsbanken.

### Botswana
År 1985 ställdes den första hiv-diagnosen i Botswana. Därefter eskalerade antalet med diagnosen snabbt. År 1992 var 18 procent av de som besökte mödrahälsovården smittade och 2000 var den siffran 38 procent. Året efter började dock andelen minska. Detta var ett resultat av den strategi som antogs 1999 för att eliminera smittöverföringen från mamma till barn. De urbaniserade distrikten i landet var dock hårdare drabbat än andra. Som exempel kan nämnas huvudstaden Gabarone där andelen smittade bland hela befolkningen steg från 15 procent 1992 till 45 procent 2003. I Francistown var motsvarande siffror 24 procent 1992 och 46 procent 2003. År 2005 var Botswana ett av de länder i  världen med störst andel smittade.
År 2002 var Botswana ett av de första länderna i Afrika som införde ett nationellt läkemedelsprogram för hiv-smittade och två år senare infördes rutintester för hiv på de nationella sjukhusen. Behandling och tester var gratis för invånarna, men det dröjde till år 2005 innan programmet implementerades på fler orter. I Botswana har det funnit en politisk vilja att faktiskt ta itu med problemen och målet sattes redan i början av 2000-talet att år 2016 skulle inga nya fall av hiv-smittade finnas.
År 2020 levde runt 370 000  personer med hiv och aids i Botswana, varav 7 500  personer var barn mellan 0 och 14 år och 8 900 personer var nyligen smittade av hiv. Ungefär 5 100 personer avled under året som en följd av aids. I landet fanns då 86 000 barn där föräldrarna avlidit i aids. Men utvecklingen hade gått framåt, andelen nysmittade hade minskat med 37 procent sedan 2010, och andelen aids-relaterade dödsfall hade under samma period minskat med 22 procent. År 2020 var 91 procent av de smittade medvetna om att de bar på viruset och 87 procent fick läkemedelsbehandling.

### Lesotho
År 1986 ställdes den första hiv-diagnosen i Lesotho och därefter eskalerade andelen med diagnosen snabbt. År 2004 var andelen smittade 31 procent, en av de högsta siffrorna i världen. Det kom att påverka den förväntade levnadslängden kraftigt. År 2001 var den förväntade levnadslängden 38,6 år, ungefär hälften av vad den var 11 år tidigare.
I början av 2000-talet utlyste regeringen hiv som en nationell katastrof och antog ett mål om att andelen smittade skulle minska till 25 procent 2008. År 2002 antogs en nationell strategisk plan för hur politiken skulle samarbeta med civilsamhället för att minska andelen smittade. Det deklarerades också att två procent av de offentliga utgifterna skulle gå till att finansiera National AIDS strategic plan. I slutet av året påbörjades ett läkemedelsprogram för hiv-smittade gravida. I mars 2004 lanserades ett nationellt program för hiv-tester, men endast tre center var planerade att öppnas innan april samma år, målet var att 18 center skulle öppna.
År 2006 framkom uppgifter i media om att barn till föräldrar som avlidit i aids-relaterade sjukdomar lämnades att dö på gatorna. Detta för att mor- eller farföräldrar av olika orsaker inte kunde ta hand om barnen. Enligt UNICEF:s rapport (2010] var 180 000 barn föräldralösa i Lesotho. Under en period var epidemin så allvarlig i landet att  folkmängden i landet sjönk.
År 2013 spreds fortfarande mycket desinformation om hiv, bland annat förekom det att häxläkare förklarade att hiv berodde på en förtrollning och att botemedlet var samlag med oskulder eller unga flickor. Konsekvensen av desinformationen blev våldtäkter och ökad smittspridning. Dessutom saknade ofta människor på landsbygden grundläggande kunskaper om sjukdomen. Situationen för hiv-smittade har varit svår och 2013 rapporterade bland annat Amnesty att människor med sjukdomen begick självmord  för att slippa leva med sjukdomen.

### Swaziland
Den första bekräftade hiv-smittan rapporterades i Swaziland 1987. Därefter steg antalet bekräftade smittade snabbt och 2005 var landet ett av de mest drabbade länderna av hiv-epidemin. Då var ungefär en tredjedel av invånarna var smittade. Detta trots att det har funnits en stark politisk vilja att hantera hiv-epidemin. År 1987 antog Swaziland ett nationellt aids-program. Programmets fokus var information, utbildning och kommunikation, främja och distribuera kondomer, hantera sexuellt överförbara infektioner och säkerställa säker blodtransfusion.
I syfte att förebygga och kontrollera hiv/aids antogs ett nytt policydokument 1998. Av dokumentet framgick att: 
- samordningen av förebyggande och kontroll av hiv/aids på alla nivåer behövde förbättras
- omfattande hälsovård och socialt stöd till personer med hiv/aids och deras familjer skulle tillhandahållas
- hiv-testning skulle användas för att maximera förebyggandet av hiv och vård.

Det innehöll också en strategi för att öka sårbara befolkningsgruppers förmåga att skydda sig mot hiv, värna de mänskliga rättigheterna för människor som levde med hiv/aids och främja övervakning relaterad till hiv/aids och forskningsverksamhet.
Trots omfattande strategier förklarades hiv/aids som en nationell katastrof av Swazilands kung 1999. De stora problemen beskrevs 2005 vara personalbrist, kontinuerlig tillgång och distribution av bromsmediciner och diagnostik, rutiner för uppföljning av programmen samt brister i det förebyggande programmet. Det noterades att det i synnerhet förekom brister i kommunikationen med ungdomar och utsatta befolkningsgrupper och att det psykosociala stödet till människor som levde med hiv/aids behövde stärkas.

År 2005 skrev WHO att:
Epidemin har underblåsts av fattigdom, arbetslöshet, en stor invandrarbefolkning, konservativa religiösa och traditionella övertygelser mot kondomanvändning och genomgående multipla sexpartners och har allvarligt påverkat samhället och ekonomin".

### Sydafrika
År 2015 gick FN ut med information om att FN:s mål, att få bukt med hiv och aids, kommer att missas med 15 år i Sydafrika. Där ökar antalet nysmittade med 400 000 per år, och den största ökningen var bland kvinnor under 25 år. I Sydafrika var aids-situationen värst i världen, enligt FN-organet UNAIDS, och detta trots att landet också har världens största program med bromsmediciner.
År 2015 levde 6,4 miljoner människor med hiv och aids i Sydafrika, av världens totala 35 miljoner smittade. Av de två miljoner som nysmittades 2012, stod Sydafrika för 400 000 – nästan en fjärdedel av alla nya hiv-fall. Trots ett massivt informationsprogram och trots världens mest omfattande utdelning av bromsmediciner, som gjorde att hälften av de hiv-smittade kunde leva ett normalt liv med sin sjukdom, så ökade hiv-fallen i Sydafrika. Den stora ökningen stod unga kvinnor för; fyra gånger fler kvinnor under 25 år var nysmittade, jämfört med män i samma ålder. Siffrorna för tonåringar var högre, där flickor som smittas med hiv i åldern 14 till 19 år, var åtta gånger fler än nysmittade tonårspojkar. Kvinnor blev smittade vid en lägre ålder än män, och det tenderade också att finnas ett förhållande med äldre män. Flickorna hade förhållanden med äldre män, som i sin tur kunde ha både fru och flera älskarinnor samtidigt. Det var främst flickor på den fattiga landsbygden, som såg äldre män som en chans att komma ur fattigdomen, eller få presenter.

### Zimbabwe
Under många år talade man inte om hiv och aids i Zimbabwe. I många fall förnekade man att det ens fanns, men i början av 1990-talet ändrades uppfattning och strategi. Då hade smittan hunnit spridas till alla delar av landet även om orter längs landsvägen var mer drabbade än andra. År 1993 fanns program som särskilt inriktade sig på en av riskgrupperna för hiv-smitta, prostituerade.

## Hiv i Väst- och Centralafrika
År 1993 var den dominerade formen av hiv i Västafrika typ 2. Den formen är inte lika smittsam som typ 1 och det tar också längre tid att utveckla aids från typ 2 än från typ 1. Detta kan vara orsaken till att epidemin i Västafrika inte blivit lika stor som i andra delar av Afrika.
I Väst- och Centralafrika var det 2016 omkring 39 procent av alla gravida som fick behandlingen mot hiv, detta trots att man vet att sannolikheten att föra över smitta till barnet minskar dramatiskt om mamman får behandling. Nästan hälften av världens alla barn som smittades vid födseln 2016 föddes i Väst- och Centralafrika vilket kan jämföras med att 17,9 procent av världens alla hiv-smittade bodde i regionen. Omkring 10 procent av barnen med hiv hade samtidigt tillgång till barnanpassad hiv-behandling. En tredjedel av barnen som inte fick behandling avled inom ett år efter förlossningen. Cirka  20 procent av barnen som föddes med hiv, och som inte behandlades, kom att leva längre än fem år.
En femtedel av de som beräknas leva med hiv i världen är inte medvetna om att de bär på viruset. I Västafrika och Centralafrika var det nära en tredjedel av de smittade som inte kände till sin status 2019. När någon diagnosticeras med hiv är det mycket viktigt att virusmängden i blodet övervakas – för att veta om behandlingen fungerar. Medan det är standard i höginkomstländer att mäta virusmängden årligen är det fortfarande svårt för människor som lever med hiv i låginkomstländer att få veta sina virusnivåer.

## Hiv i Östafrika
Till Östafrika räknas Kenya, Uganda, Tanzania, Etiopien, Eritrea, Djibouti och Somalia. Även Rwanda och Burundi, som förr hänfördes till Centralafrika.
Hiv har funnits längst i Central- och Östafrika. Det var troligtvis orsaken till att hiv fick störst spridning i de områdena när epidemin bröt ut. Vissa områden drabbades dock hårdare än andra men generellt gällde att det var människor i arbetsför ålder, ofta föräldrar, som drabbades medan små barn och äldre klarade sig från smittan. Mellan 20 och 40 procent av de som besökte sjukhusen i storstäderna i Östafrika kunde knytas till aids 1991.

### Kenya
Massinformationen om hiv har pågått i Kenya sedan 1987, då det bland annat sändes veckovisa program med information på 18 olika språk. År 1993 kunde man se en koppling mellan smittspridning och turistorterna liksom till förekomsten av traditionella riter där det förekom hudrispning med rakblad. Det fanns även andra ingrepp som kunde kopplas till smitta som exempelvis traditionella förlossningen med stöd av icke-medicinsk personal samt omskärelser med begagnade rakblad.